# 34504 Tsuzuku
34504 Tsuzuku este o planetă minoră (asteroid) din centura de asteroizi. A fost descoperită pe 27 septembrie 2000 la Experimental Test Site⁠(d) de Lincoln Near-Earth Asteroid Research. 
Obiectul prezintă o orbită caracterizată de o semiaxă mare de 2,8790937 UAi, o excentricitate de 0,01, o înclinație de 3,08163 ° în raport cu ecliptica.